# Tommaso Boggio

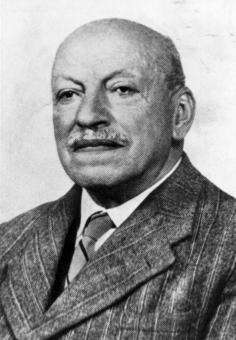
Tommaso Boggio

Tommaso Boggio (* 22. Dezember 1877 in Valperga; † 25. Mai 1963 in Turin) war ein italienischer Mathematiker.

## Leben
Boggio wuchs in Turin auf, erhielt schon für den Schulbesuch Stipendien, da er aus bescheidenen Verhältnissen kam und durch seine Begabung auffiel, und studierte an der Universität Turin Mathematik mit dem Laurea-Abschluss 1899. Danach war er Assistent für projektive und darstellende Geometrie in Turin bei Mario Pieri, was er auch weiter lehrte als Pieri 1900 von Turin wegging. Daneben erfolgten erste Veröffentlichungen in mathematischer Physik. Ab 1903 lehrte er mathematische Physik an der Universität Pavia und gleichzeitig als Assistent von Giuseppe Peano Analysis in Turin. 1905 wurde er nach einem Wettbewerb Professor für Finanzmathematik an der höheren Handelsschule in Genua (später Teil der Universität Genua). 1908 gewann er nach einem Wettbewerb den Lehrstuhl für rationale Mechanik an der Universität Messina. Er überlebte das bald darauf erfolgte verheerende Erdbeben in Messina und lehrte kurz in Florenz.
Boggio war 1909 bis 1947 Professor für höhere Mechanik in Turin als Nachfolger von Giacinto Morera. Nach der Emeritierung von Enrico D’Ovidio (1918) lehrte er dort auch algebraische Analysis und analytische Geometrie. Außerdem lehrte er an der Militärakademie in Turin und in Modena. Er lehrte noch bis 1950 nach seiner Emeritierung.
Boggio liegt in Axams neben seinem zweiten Sohn begraben.

## Werk
Er befasste sich mit Mechanik, Differentialgeometrie, mathematischer Physik, Analysis und Finanzmathematik.
Mit Cesare Burali-Forti entwickelte er einen gescheiterten Versuch einer koordinatenfreien Formulierung der Theorie gekrümmter Räume in der Differentialgeometrie, die sie 1924 in einem Buch veröffentlichten, das gleichzeitig die allgemeine Relativitätstheorie angriff. Mit Burali-Forti schrieb er auch eine Monographie über theoretische Mechanik.
In der Potentialtheorie sind seine Beiträge dagegen noch heute von Bedeutung. Er entwickelte eine explizite Darstellung der Greenschen Funktion als Lösung des polyharmonischen Dirichlet-Problems in n-Dimensionen (Boggio's Formel) und führte das Prinzip von Boggio ein:
Sei {\displaystyle {\Delta }^{2}u\geq 0} im Einheitsball in {\displaystyle n} Dimensionen mit der Neumann-Randbedingung {\displaystyle {\frac {\partial u}{\partial n}}=0} auf dem Rand, dann ist {\displaystyle u\geq 0} im Einheitsball.
Biharmonische Funktionen tauchen in der Theorie der Deformationen und Schwingungen elastischer Platten auf. Nach ihm und Jacques Hadamard ist die Boggio-Hadamard-Vermutung (Hadamard, Boggio, um 1908) benannt. Sie besagt, dass die Greenschen Funktionen einer an den Seiten eingespannten dünnen elastischen Platte immer positiv sind (die Membran bewegt sich, egal wo die Last platziert wird, immer in Richtung der Last). Sei {\displaystyle {\Delta }^{2}u=f} in einem konvexen glatten einfach zusammenhängenden Gebiet D mit Dirichlet- und Neumann-Randbedingungen {\displaystyle u=0,{\frac {\partial u}{\partial n}}=0} auf dem Rand von D, dann folgt aus {\displaystyle f\geq 0}, dass {\displaystyle u\geq 0}.
Die Vermutung wurde 1947 von Richard Duffin für glatte konvexe Gebiete widerlegt und es wurden seitdem viele weitere Gegenbeispiele gefunden.

## Ehrungen und Mitgliedschaften
1907 erhielt er mit Jacques Hadamard, Arthur Korn und Giuseppe Lauricella (1867–1913) den Prix Vaillant der französischen Académie des Sciences, der nach einer Preisaufgabe über elastische Platten vergeben wurde und dessen Preisrichter Henri Poincaré war. Er war Großoffizier des Ordens der Krone Italiens, Offizier des Ordens von St. Maurizio e Lazzaro und Mitglied der Accademia delle Scienze di Torino.
1908 trug er auf den Internationalen Mathematikerkongressen (ICM) in Rom vor (Sopra alcuni teoremi di fisica-matematica).